# Матейко, Владимир Петрович
Владимир Петрович Матейко (4 [17] апреля 1913, Каплановичи, Слуцкий уезд, Минская губерния, Российская империя — 21 ноября 1978, Цеперка, Минская область) — звеньевой молочного совхоза «Красная Звезда» Министерства совхозов СССР, Клецкий район Барановичской области, Белорусская ССР. Герой Социалистического Труда (1949).

## Биография
Родился в 1913 году в крестьянской семье в деревне Каплановичи (сегодня — Клейцкий район). Участвовал в Великой Отечественной войне. После войны трудился полеводом в ордена Ленина племзаводе «Красная Звезда» Клецкого района. Был назначен звеньевым полеводческого звена.
В 1948 году звено Владимира Матейко вырастило в среднем по 15 центнеров зерновых с каждого гектара. Указом Президиума Верховного Совета СССР от 30 марта 1949 года был удостоен звания Героя Социалистического Труда с вручением ордена Ленина и золотой медали «Серп и Молот».
Вместе с ним были удостоены звания Героя Социалистического Труда звеньевые совхоза «Красная Звезда» Василий Новик и Владимир Дубина.
Скончался в 1975 году.

## Награды
- Герой Социалистического Труда — указом Президиума Верховного Совета СССР от 30 марта 1949 года
- Орден Ленина